# 张军扩
张军扩（1961年6月—），男，汉族，陕西临潼人，中华人民共和国经济学家、政治人物，曾任国务院发展研究中心副主任、党组成员。